# Thomas Kahlenberg
Thomas Kahlenberg (Hvidovre, 1983. március 20. –) dán válogatott labdarúgó, jelenleg a Brøndby IF játékosa.

## Pályafutása

### Klubcsapatban
A Brøndby IF csapatánál kezdte pályafutását, 2005-ben igazolt az Auxerre csapatához, 5 000 000 €-ért. 2009-ben 3 700 000 €-ért a VfL Wolfsburg játékosa lett. 2012-ben kölcsönadták az Évian-nak.

### A válogatottban
46 mérkőzésen 5 gólt szerzett, Izland ellen kettőt, Svédország és Örményország ellen pedig egyet-egyet.